# ボシュティアン・ツェサル
ボシュティアン・ツェサル（Boštjan Cesar、1982年7月9日 - ）は、ユーゴスラビア (現：スロベニア)・リュブリャナ出身の元サッカー選手。サッカー指導者。元スロベニア代表。現役時代のポジションはDF。

## 経歴
2005年8月1日にフランスのオリンピック・マルセイユと3年契約を結んだ。
2007年7月1日にイングランド2部のウェスト・ブロムウィッチ・アルビオンFCにレンタル移籍すると、8月14日のカーリングカップ・AFCボーンマス戦でデビューし、それから2ヶ月後の10月23日のブラックプールFC戦でリーグデビューした。WBAでは計24試合に出場し、2008年2月2日のバーンリーFC戦ではWBA在籍期間中唯一となる得点を決めた。シーズン終了後にマルセイユに復帰したが、2009年1月12日に2年契約でグルノーブル・フット38に移籍。2試合目のFCジロンダン・ボルドー戦で移籍後初得点を決めた。2010年7月1日、グルノーブルの2部降格に伴いイタリアのACキエーヴォ・ヴェローナに移籍した。キエーヴォには同胞のボヤン・ヨキッチが1月に同じフランスのFCソショーから移籍しており、晴れてチームメイトになった。
スロベニア代表としては2003年2月12日のスイス戦でデビュー（試合は1-5で敗退）。2004年10月9日のイタリア戦で代表初得点を決めた。

## 代表歴

### 出場大会
- スロベニア代表
  - 2010 FIFAワールドカップ

### 試合数
- 国際Aマッチ 101試合 10得点（2003年-2018年）[1]

| スロベニア代表 | 国際Aマッチ | 国際Aマッチ |
| 年             | 出場        | 得点        |
| -------------- | ----------- | ----------- |
| 2003           | 3           | 0           |
| 2004           | 6           | 1           |
| 2005           | 7           | 0           |
| 2006           | 4           | 1           |
| 2007           | 6           | 0           |
| 2008           | 6           | 0           |
| 2009           | 9           | 0           |
| 2010           | 11          | 2           |
| 2011           | 8           | 0           |
| 2012           | 6           | 1           |
| 2013           | 8           | 1           |
| 2014           | 7           | 0           |
| 2015           | 8           | 3           |
| 2016           | 6           | 1           |
| 2017           | 5           | 0           |
| 2018           | 1           | 0           |
| 通算           | 101         | 10          |

### 得点
| #  | 日時           | 相手         | スコア | 結果 | 大会                                    |
| -- | -------------- | ------------ | ------ | ---- | --------------------------------------- |
| 1. | 2004年10月9日  | イタリア     | 1-0    | 1-0  | 2006 FIFAワールドカップ・ヨーロッパ予選 |
| 2. | 2006年10月11日 | ベラルーシ   | 2-4    | 2-4  | UEFA EURO 2008予選                      |
| 3. | 2010年3月3日   | カタール     | 2-0    | 4-1  | 親善試合                                |
| 4. | 2010年11月17日 | ジョージア   | 1-0    | 1-2  | 親善試合                                |
| 5. | 2012年8月15日  | ルーマニア   | 1-0    | 4-3  | 親善試合                                |
| 6. | 2013年6月7日   | アイスランド | 3-2    | 4-2  | 2014 FIFAワールドカップ・ヨーロッパ予選 |

## タイトル
ディナモ・ザグレブ
- プルヴァHNL : 2002-03
- クロアチアン・カップ : 2001-02, 2003-04
- クロアチアン・スーパーカップ : 2002, 2003

オリンピック・マルセイユ
- UEFAインタートトカップ : 2006

ウェスト・ブロムウィッチ・アルビオン
- フットボールリーグ・チャンピオンシップ : 2007-08